# Atlantic Coast Airlines
Atlantic Coast Airlines (ACA) — бывшая региональная авиакомпания Соединённых Штатов Америки, принадлежавшая авиационному холдингу Atlantic Coast Airlines Holdings, Inc., со штаб-квартирой в Далласе (Виргиния). Работала под торговыми марками (брендами) United Express авиакомпании United Airlines и Delta Connection авиакомпании Delta Air Lines.

## История
Atlantic Coast Airlines была образована и начала коммерческие операции 15 декабря 1989 года. С самого начала своей деятельности авиакомпания работала в рамках партнёрского соглашения (код-шеринг) с магистральной авиакомпанией United Airlines. В 1999 году ACA создала дочернего перевозчика Atlantic Coast Jet для работы с Delta Air Lines под брендом Delta Connection, однако вскоре дочерняя компания была ликвидирована, а маршрутная сеть в код-шеринге с Delta Air Lines перешла непосредственно в ACA.
Под брендом United Express авиакомпания Atlantic Coast Airlines выполняла полёты на самолётах Handley Page Jetstream, BAe Jetstream 41 и на региональных реактивных самолётах фирмы Bombardier из Международного аэропорта Вашингтон Даллес и Международного аэропорта Чикаго О’Хара. По брендом Delta Connection ACA выполняла рейсы на самолётах Fairchild Dornier 328 из Международного аэропорта Логан (Бостон), Нью-Йоркского аэропорта Ла-Гуардиа и Международного аэропорта Цинциннати/Северный Кентукки. За 2003 год полученные доходы авиакомпании сложились приблизительно из 80 % рейсов под брендом United Express и 20 % от полётов под брендом Delta Connection.
В декабре 2002 года авиакомпания United Airlines вступила в состояние банкротства и заключила контракт с консалтинговой фирмой Bain & Company для проведения процедуры оценки и пересмотра договоров с региональными авиакомпаниями. Руководство Atlantic Coast Airlines представило на рассмотрение программу дальнейшего сотрудничества с Юнайтед с предусмотренными значительными сокращениями операционных расходов и снижением цен на авиабилеты, но при условии получения статуса единственного регионального партнёра по программе United Express. В ходе непростых переговоров, а также в условиях жёсткой конкуренции со стороны других регионалов, авиакомпаниям не удалось прийти к взаимопониманию, однако в дальнейшем ACA продолжила работу под брендом United Express, выполняя условия действующего десятилетнего контракта с United Airlines.
Летом 2003 года со стороны авиационного холдинга Mesa Air Group предпринимались попытки поглощения Atlantic Coast Airlines, причём методами, которые некоторые специалисты классифицируют как явные нарушения законодательства и которые являются предметом пристального внимания Комиссии по торговле ценными бумагами (США). Руководство и работники ACA прилагали максимум усилий по предотвращению захвата авиакомпании и через несколько месяцев план холдинга Mesa Air Group по приобретению 100 % акций ACA был свёрнут.
19 ноября 2003 года Atlantic Coast Airlines объявила о переходе авиакомпании в категорию низкобюджетных авиаперевозчиков со сменой названия на Independence Air. 4 августа 2004 года истёк срок партнёрского соглашения по программе United Express, а 2 ноября 2004 года закончился код-шеринг с Delta Air Lines на использование бренда Delta Connection. Коммерческие рейсы под новым названием Independence Air начались 16 июня 2004 года, а 5 января 2006 года авиакомпания полностью прекратила свою деятельность.
10 марта 2006 года магистральная авиакомпания Northwest Airlines приобрела сертификат эксплуатанта Independence Air с целью его использования в формировании дочернего регионального авиаперевозчика. Вновь созданная авиакомпания Compass Airlines начала выполнение коммерческих перевозок в августе 2007 года на реактивных самолётах Embraer 175.